# چروونه
چروونه (به لهستانی:  Czerwone) یک منطقهٔ مسکونی در لهستان است که در گمینا کولنو (استان پودلاسکی) واقع شده‌است. چروونه ۱٬۰۰۱ نفر جمعیت دارد.